# Armana nigraericta
Armana nigraericta är en fjärilsart som beskrevs av Swinhoe 1890. Armana nigraericta ingår i släktet Armana och familjen nattflyn. Inga underarter finns listade i Catalogue of Life.